# Felix Pipes
Fritz Felix Pipes (Praga, Imperi Austrohongarès, 15 d'abril de 1887 − ?) fou un tennista austrohongarès, guanyador d'una medalla d'argent olímpica en els Jocs Olímpics d'Estocolm 1912 en la modalitat de dobles masculins, junt a Arthur Zborzil i sota la bandera austríaca. També havia competit en els Jocs Olímpics de Londres 1908 sense èxit.

## Jocs Olímpics

### Dobles
| Any  | Campionat                       | Parella        | Oponents                      | Resultat           |
| ---- | ------------------------------- | -------------- | ----------------------------- | ------------------ |
| 1912 | Jocs Olímpics, Estocolm, Suècia | Arthur Zborzil | Harold Kitson Charles Winslow | 6−4, 1−6, 2−6, 2−6 |